# Eumenes canaliculatus
Eumenes canaliculatus är en stekelart som beskrevs av Henri Saussure. Eumenes canaliculatus ingår i släktet krukmakargetingar, och familjen Eumenidae. Inga underarter finns listade i Catalogue of Life.